# Rochester Institute of Technology

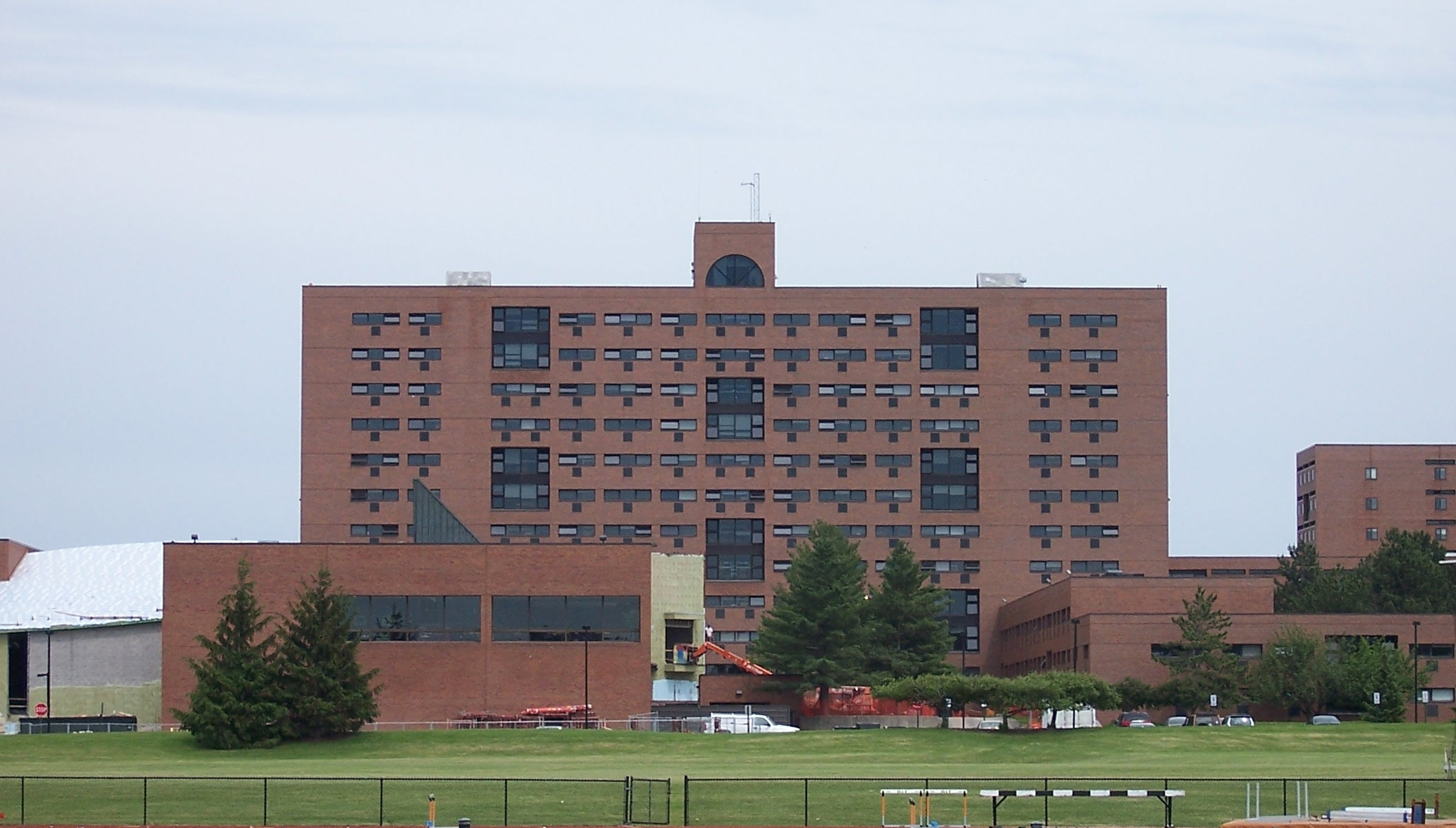
Die Mark Ellingson Hall

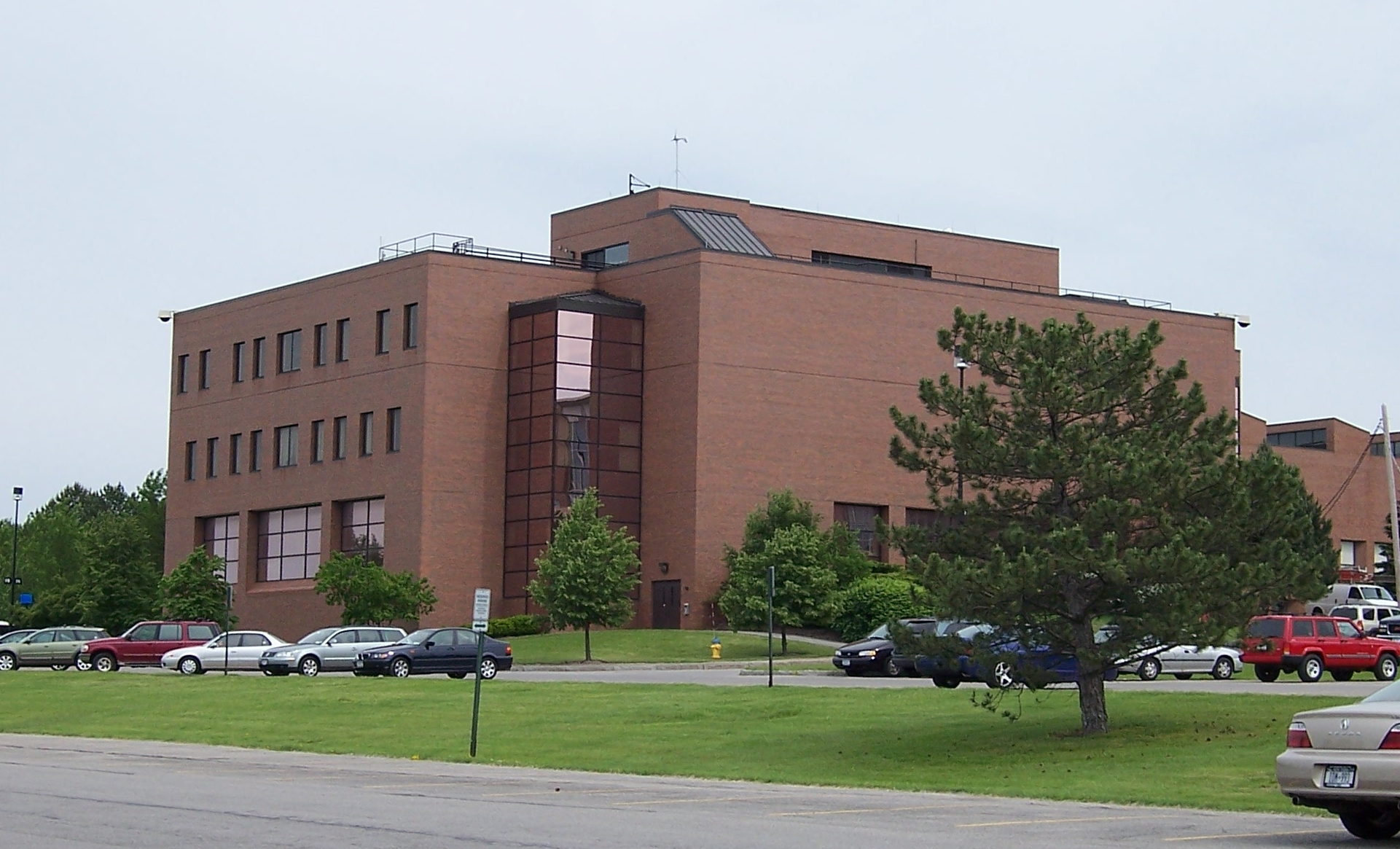
Das Carlson-Gebäude

Das Rochester Institute of Technology ist ein privates Ausbildungsinstitut, das 1829 als das „Rochester Athenaeum“ gegründet wurde. Der Campus befindet sich in der Town Henrietta, etwas südlich von Rochester im US-Bundesstaat New York.

## Studienangebot und Campus
Das Institut ist vor allem eine Lehreinrichtung und betreibt eher wenig Forschung. Es ist vor allem für seine Ingenieur- und Fotografie-Studiengänge bekannt. Das RIT, an dem 2005 über 15.000 Studenten eingeschrieben waren, ist in neun Colleges aufgeteilt, dazu unterhält es jeweils eine Schule in Prag, im Kosovo, in Dubrovnik sowie in Dubai.
Das Campusgelände umfasst 5 km². Die Einrichtung ist von Waldflächen und Gewässern umgeben, die ein sehr abwechslungsreiches Sumpfgebiet bilden. Der Campus selbst besteht aus 237 Gebäuden, die zum Teil von namhaften Architekten wie Kevin Roche entworfen wurden, mit 474.000 m² Fläche.

## Sport
Die Sportteams nennen sich die Tigers. Das Eishockeyteam nimmt an der US-amerikanischen Collegemeisterschaft teil.